# Macrosiagon semilimbatum
Macrosiagon semilimbatum is een keversoort uit de familie waaierkevers (Rhipiphoridae). De wetenschappelijke naam van de soort is voor het eerst geldig gepubliceerd in 1927 door Pic.